# مقاطعة كارتر (تينيسي)
مقاطعة كارتر (بالإنجليزية: Carter County, Tennessee)‏ هي إحدى مقاطعات ولاية تينيسي في الولايات المتحدة. تأسست سنة 1796، بلغ عدد سكانها 57424 نسمة في عام 2010 حسب إحصاء مكتب تعداد الولايات المتحدة .

## المناخ
يظهر الجدول التالي التغييرات المناخية على مدار السنة لمقاطعة كارتر:
| البيانات المناخية لـمقاطعة كارتر  | البيانات المناخية لـمقاطعة كارتر | البيانات المناخية لـمقاطعة كارتر | البيانات المناخية لـمقاطعة كارتر | البيانات المناخية لـمقاطعة كارتر | البيانات المناخية لـمقاطعة كارتر | البيانات المناخية لـمقاطعة كارتر | البيانات المناخية لـمقاطعة كارتر | البيانات المناخية لـمقاطعة كارتر | البيانات المناخية لـمقاطعة كارتر | البيانات المناخية لـمقاطعة كارتر | البيانات المناخية لـمقاطعة كارتر | البيانات المناخية لـمقاطعة كارتر | البيانات المناخية لـمقاطعة كارتر |
| الشهر                             | يناير                            | فبراير                           | مارس                             | أبريل                            | مايو                             | يونيو                            | يوليو                            | أغسطس                            | سبتمبر                           | أكتوبر                           | نوفمبر                           | ديسمبر                           | المعدل السنوي                    |
| --------------------------------- | -------------------------------- | -------------------------------- | -------------------------------- | -------------------------------- | -------------------------------- | -------------------------------- | -------------------------------- | -------------------------------- | -------------------------------- | -------------------------------- | -------------------------------- | -------------------------------- | -------------------------------- |
| متوسط درجة الحرارة الكبرى °ف (°م) | 43.7 (6.5)                       | 48.0 (8.9)                       | 58.9 (14.9)                      | 67.4 (19.7)                      | 75.2 (24.0)                      | 82.2 (27.9)                      | 84.6 (29.2)                      | 84.1 (28.9)                      | 79.1 (26.2)                      | 69.1 (20.6)                      | 58.2 (14.6)                      | 48.1 (8.9)                       | 66.6 (19.2)                      |
| المتوسط اليومي °ف (°م)            | 34.0 (1.1)                       | 37.4 (3.0)                       | 47.2 (8.4)                       | 55.2 (12.9)                      | 63.4 (17.4)                      | 71.1 (21.7)                      | 74.4 (23.6)                      | 73.6 (23.1)                      | 67.9 (19.9)                      | 56.7 (13.7)                      | 47.0 (8.3)                       | 38.2 (3.4)                       | 55.5 (13.1)                      |
| متوسط درجة الحرارة الصغرى °ف (°م) | 24.3 (−4.3)                      | 26.8 (−2.9)                      | 35.4 (1.9)                       | 43.0 (6.1)                       | 51.6 (10.9)                      | 59.9 (15.5)                      | 64.1 (17.8)                      | 63.1 (17.3)                      | 56.6 (13.7)                      | 44.2 (6.8)                       | 35.9 (2.2)                       | 28.2 (−2.1)                      | 44.4 (6.9)                       |
| معدل هطول الأمطار إنش (مم)        | 3.2 (81)                         | 3.4 (86)                         | 3.7 (94)                         | 3.3 (84)                         | 3.8 (97)                         | 3.5 (89)                         | 4.3 (110)                        | 3.2 (81)                         | 3.3 (84)                         | 2.6 (66)                         | 2.9 (74)                         | 3.4 (86)                         | 40.7 (1٬030)                     |
| متوسط تساقط الثلوج إنش (سم)       | 5.2 (13)                         | 4.2 (11)                         | 2.3 (5.8)                        | 0.4 (1.0)                        | 0.0 (0.0)                        | 0.0 (0.0)                        | 0.0 (0.0)                        | 0.0 (0.0)                        | 0.0 (0.0)                        | 0.0 (0.0)                        | 0.9 (2.3)                        | 2.6 (6.6)                        | 15.6 (40)                        |
| متوسط الرطوبة النسبية (%)         | 59.0                             | 71.5                             | 69.0                             | 67.0                             | 69.5                             | 73.0                             | 75.0                             | 76.5                             | 76.5                             | 74.0                             | 68.5                             | 69.5                             | 74.0                             |
| المصدر: Climate-zone.com          |                                  |                                  |                                  |                                  |                                  |                                  |                                  |                                  |                                  |                                  |                                  |                                  |                                  |

## أعلام
- دايتون إي. فيليبس
- كينت وليامز
- دانيال إليس
- ناثانيل غرين تايلور
- روبرت لوف تايلور

## وصلات خارجية
- www.cartercountytn.gov